# Bavaria

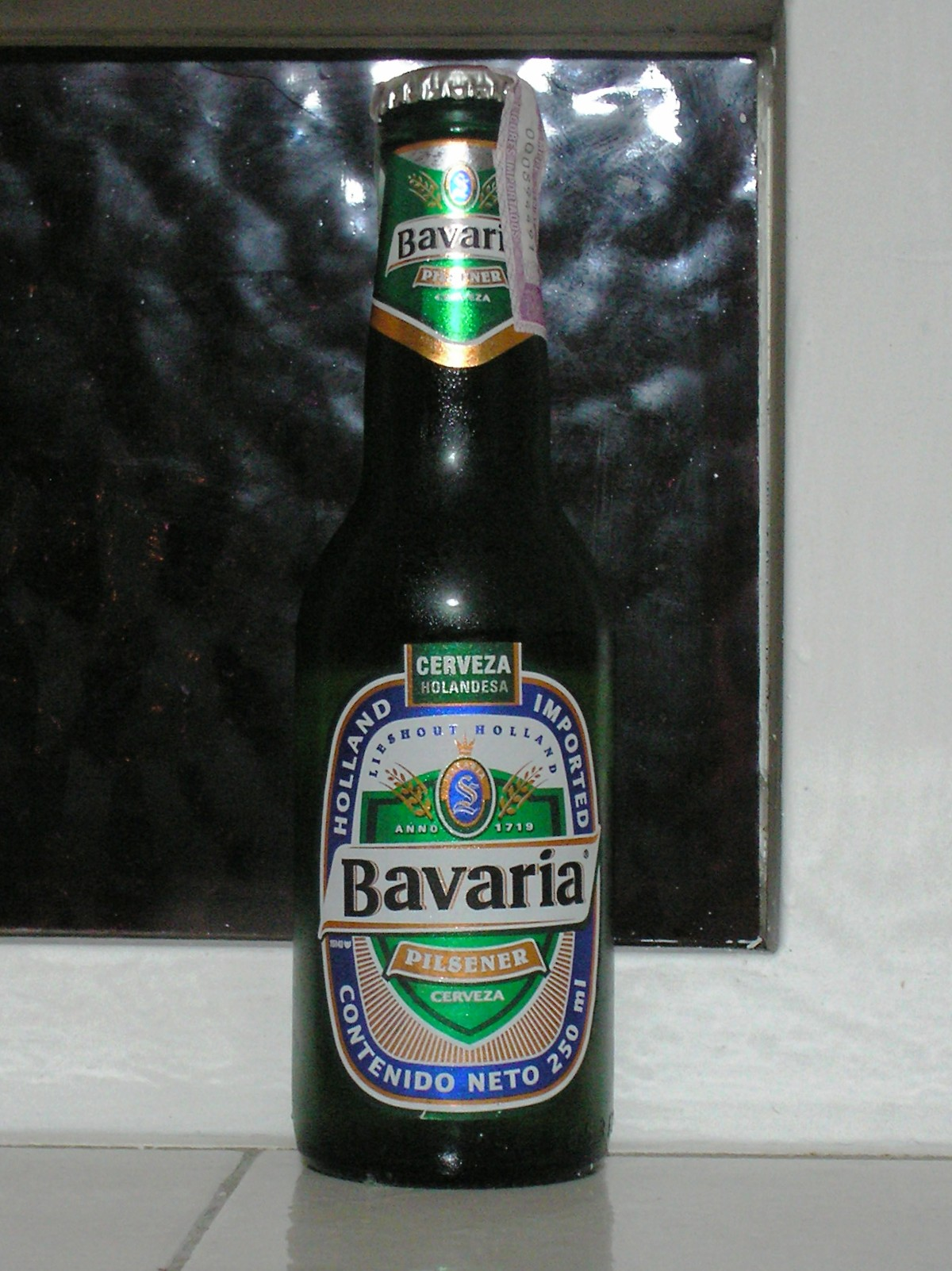
Бутылка пива «Бавария»

«Bavaria» («Бавария») — вторая по величине пивоваренная компания Нидерландов. Известна главным образом торговыми марками Bavaria.
Пивоварня «Бавария» была основана в 1719 году в Северном Брабанте. В настоящее время компания производит около 580 млн литров пива в год, причём бо́льшая часть этой продукции идёт на экспорт. Траппистское пиво производит входящая в состав компании фирма de Koningshoeven.
В 2007 году пивоваренные компании «Heineken», «Grolsch» и «Bavaria» были оштрафованы Еврокомиссией за картельный сговор с целью установления монопольно высоких цен на пиво в Нидерландах.